# Mujeres en la ventana
Mujeres en la ventana es un óleo sobre lienzo realizado por el pintor español Bartolomé Esteban Murillo entre 1665 y 1675. Sus dimensiones son de 125 × 104 cm.
Se trata de una de las pinturas de Murillo más enigmáticas. Muestra a dos mujeres en una ventana que observan a alguien o algo que llama su atención. Con el mismo tono amable y anecdótico, atraído por los desheredados y la gente sencilla, con sus reacciones espontáneas, en Dos mujeres en la ventana Murillo retrató probablemente una escena de burdel, como se viene señalando desde el siglo XIX.
Su primer propietario registrado fue Pedro Francisco Luján y Góngora, I duque de Almodóvar del Río, cuyos herederos lo vendieron a William A'Court en 1823. Permaneció en su familia hasta que fue vendido a un marchante de arte en 1894 y ese mismo año por el marchante a Peter Arrell Browne Widener, quien lo dejó a su actual propietario en 1915.
Se expone en la Galería Nacional de Arte, Washington D. C., Estados Unidos.